# Hoste (Eslovàquia)
Hoste és un poble i municipi d'Eslovàquia que es troba a la regió de Trnava, a l'oest del país. El 2023 tenia 432 habitants.

## Història
La vila fou fundada el 1231.

## Demografia
| Godina             | 1994 | 2004   | 2014   | 2024    |
| ------------------ | ---- | ------ | ------ | ------- |
| Nombre de persones | 496  | 504    | 486    | 431     |
| Diferència         |      | +1,61% | −3,57% | −11,31% |

| Godina             | 2023 | 2024   |
| ------------------ | ---- | ------ |
| Nombre de persones | 432  | 431    |
| Diferència         |      | −0,23% |